# Gastrocentrides
Gastrocentrides är ett släkte av nattsländor. Gastrocentrides ingår i familjen grusrörsnattsländor.
Kladogram enligt Catalogue of Life:
| Gastrocentrides | \| \| Gastrocentrides evansi \| \| \| \| \| \| Gastrocentrides sumatranus \| \| \| \| |
|                 | \| \| Gastrocentrides evansi \| \| \| \| \| \| Gastrocentrides sumatranus \| \| \| \| |
|                 | Archithremma                                                                          |
|                 |                                                                                       |
|                 | Ashmira                                                                               |
|                 |                                                                                       |
|                 | Gastrocentrella                                                                       |
|                 |                                                                                       |
|                 | Goera                                                                                 |
|                 |                                                                                       |
|                 | Goeracea                                                                              |
|                 |                                                                                       |
|                 | Goerita                                                                               |
|                 |                                                                                       |
|                 | Larcasia                                                                              |
|                 |                                                                                       |
|                 | Lepania                                                                               |
|                 |                                                                                       |
|                 | Lithax                                                                                |
|                 |                                                                                       |
|                 | Silo                                                                                  |
|                 |                                                                                       |
|                 | Silonella                                                                             |
|                 |                                                                                       |
|                 | Gastrocentrides evansi                                                                |
|                 |                                                                                       |
|                 | Gastrocentrides sumatranus                                                            |
|                 |                                                                                       |

|  | Gastrocentrides evansi     |
|  |                            |
|  | Gastrocentrides sumatranus |
|  |                            |